# Llista de gèneres d'oonòpids

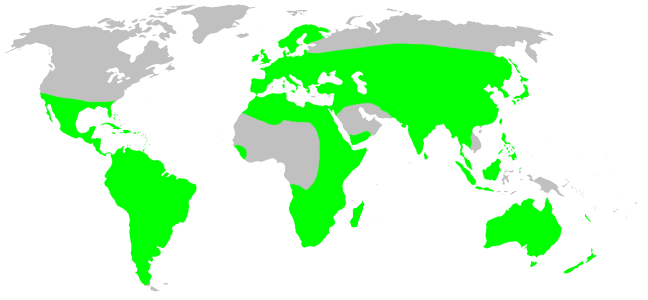
Distribució dels oonòpids

Aquesta és la Llista de gèneres d'oonòpids. La família compta, fins al 20 de novembre de 2006, amb 68 gèneres i 472 espècies. Hi ha 5 gèneres que concentren la major part de les espècies: Oonops (71), Gamasomorpha (55), Dysderina (44), Opopaea (43) i Orchestina (41).
La categorització en subfamílies segueix les propostes de Joel Hallan en el seu Biology Catalog.

## Subfamílies i gèneres

### Gamasomorphinae
- Brignolia Dumitrescu & Georgescu, 1983
- Camptoscaphiella Caporiacco, 1934
- Diblemma O. P.-Cambridge, 1908
- Dysderina Simon, 1891
- Epectris Simon, 1893
- Gamasomorpha Karsch, 1881
- Hytanis Simon, 1893
- Ischnothyrella Saaristo, 2001
- Ischnothyreus Simon, 1893
- Kijabe Berland, 1914
- Lionneta Benoit, 1979
- Lisna Saaristo, 2001
- Marsupopaea Cooke, 1972
- Myrmecoscaphiella Mello-Leitão, 1926
- Neoxyphinus Birabén, 1953
- Nephrochirus Simon, 1910
- Opopaea Simon, 1891
- Patri Saaristo, 2001
- Pelicinus Simon, 1891
- Plectoptilus Simon, 1905
- Prida Saaristo, 2001
- Prodysderina Dumitrescu & Georgescu, 1987
- Pseudoscaphiella Simon, 1907
- Pseudotriaeris Brignoli, 1974
- Scaphiella Simon, 1891
- Silhouettella Benoit, 1979
- Triaeris Simon, 1891
- Xyphinus Simon, 1893
- Yumates Chamberlin, 1924
- Grymeus Harvey, 1987
- Kapitia Forster, 1956
- Lucetia Dumitrescu & Georgescu, 1983
- Matyotia Saaristo, 2001
- Myrmopopaea Reimoser, 1933

### Oonopinae
Simon, 1890
- Anophthalmoonops Benoit, 1976
- Aprusia Simon, 1893
- Australoonops Hewitt, 1915
- Blanioonops Simon & Fage, 1922
- Caecoonops Benoit, 1964
- Calculus Purcell, 1910
- Heteroonops Dalmas, 1916
- Hypnoonops Benoit, 1977
- Oonopinus Simon, 1893
- Oonopoides Bryant, 1940
- Oonops Templeton, 1835
- Orchestina Simon, 1882
- Simonoonops Harvey, 2002
- Socotroonops Saaristo & van Harten, 2002
- Stenoonops Simon, 1891
- Sulsula Simon, 1882
- Tapinesthis Simon, 1914
- Telchius Simon, 1893
- Termitoonops Benoit, 1964
- Unicorn Platnick & Brescovit, 1995
- Wanops Chamberlin & Ivie, 1938
- Xestaspis Simon, 1884
- Xiombarg Brignoli, 1979
- Xyccarph Brignoli, 1978
- Zyngoonops Benoit, 1977

### Incertae sedis
- Aridella Saaristo, 2002
- Cousinea Saaristo, 2001
- Coxapopha Platnick, 2000
- Decuana Dumitrescu & Georgescu, 1987
- Dysderoides Fage, 1946
- Farqua Saaristo, 2001
- Ferchestina Saaristo & Marusik, 2004
- Khamisia Saaristo & van Harten, 2006
- Pescennina Simon, 1903